# Görvälns naturreservat

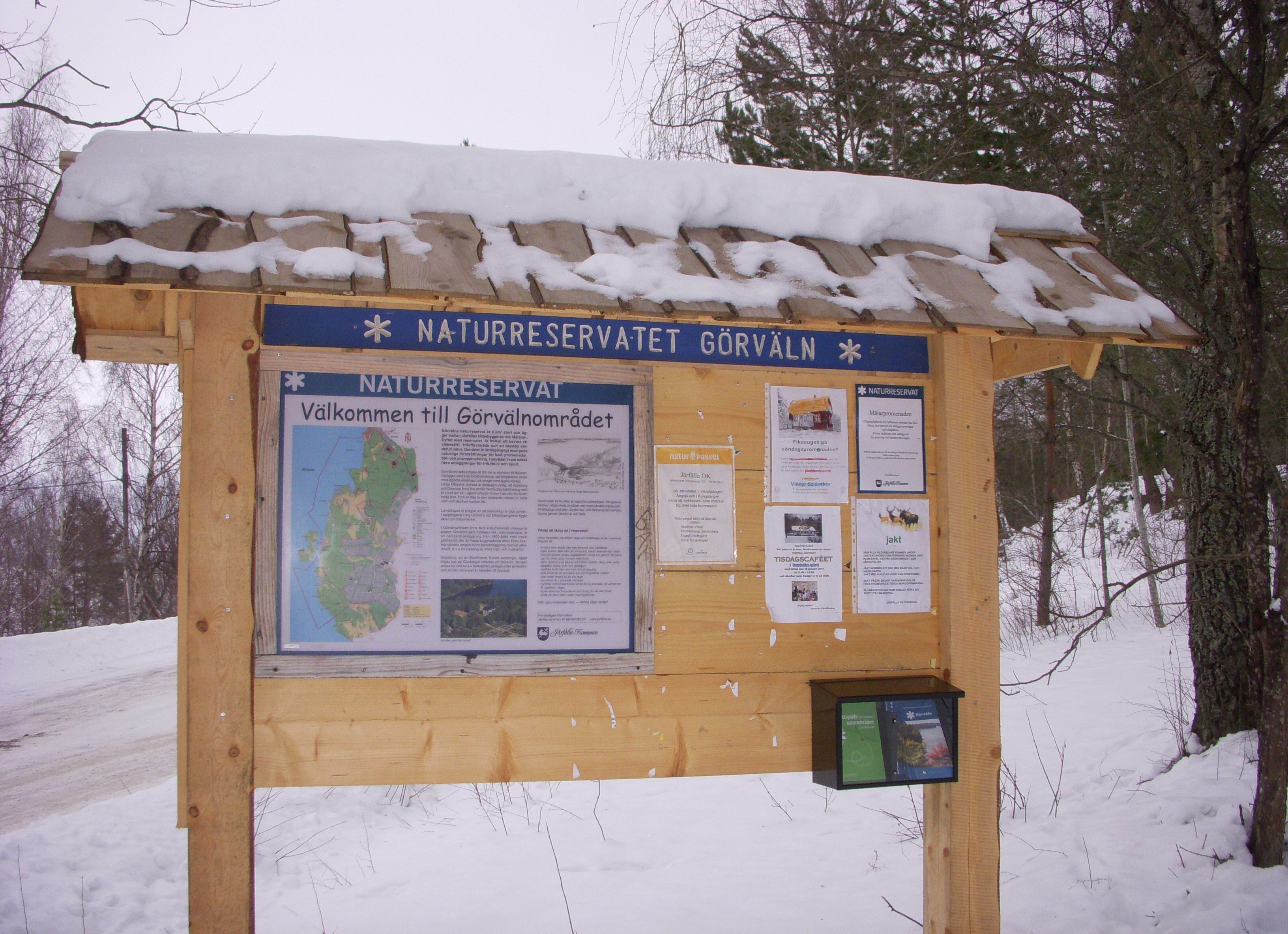
Informationsskylt till reservatet.

Görvälns naturreservat är ett naturreservat beläget i Järfälla kommun. Görvälns naturreservat är ett kommunalt naturreservat som sträcker sig längs Mälarens strand ända från Hässelby till Kallhäll i närmare 8 km. Som friluftsområde bidrar läget utmed den obebyggda Mälarstranden stort till områdets attraktivitet. Området som är cirka 900 hektar, 9 km2, stort omges i väster av Görväln och Mälaren, i norr av Kallhäll, öster om området ligger Jakobsberg med Viksjö och i söder gränsar naturreservatet till friluftsområdet Lövsta–Kyrkhamn–Riddersvik i västra Hässelby. Naturreservatet bildades 1995.
Kommunen är ägare till ca 2/3 av området och sköter dessa marker enligt en skötselplan. Naturreservatets främsta syfte är främst att bevara ett välbesökt fritidsområde och att skydda värdefull natur. Området har goda naturliga förutsättningar för bad, promenader, bär- och svampplockning och det är lättillgängligt. Flera grillplatser finns iordningställda och vid vattnet ligger flera badplatser, varav Görvälnsbadet och Kallhällsbadet är de största.
Upplandsleden i Järfälla sträcker sig utefter Mälarens stränder och en etapp går genom hela Görvälns naturreservat. Upplandsleden har orangefärgade markeringar på träd eller stolpar. Denna etapp av Upplandsleden heter Barkarby-Uppsala och är 104 km lång. Etappen i Järfälla är inte indelad i etapper på samma sätt som övriga Upplandsleden, sträckan genom Järfälla är ungefär 22 km lång. Lämpliga in- och utgångar på sträckan som går genom Görvälns naturreservat är pendeltågsstationerna i Barkarby och Kallhäll.
Görvälns naturreservat ingår också i Görvälnkilen, som sträcker sig utmed Mälarens strand från Judarskogens naturreservat i söder via Järfälla och Upplands-Bro upp mot länsgränsen i nordväst.

## Naturområden
Görvälns naturreservat har syftet att bevara ett stort tätortsnära naturområde och kulturlandskap av mycket högt värde för allmänhetens friluftsliv. Ett geografiskt område där marken helt eller till stor del hålls opåverkad av mänsklig exploatering kallas för naturområde. Till naturområden kan även skog som används till skogsbruk med återplantering räknas. Som naturområde räknas däremot inte äng och annat kulturlandskap som underhålls en gång per år eller oftare.

## Kulturlandskap
I Görvälns naturreservat har stora delar av landskapet präglats av att människan har brukat jorden och ett landskap, som människor har påverkat på olika sätt är ett kulturlandskap. Vidsträckta åkermarker ligger i dalgången kring Görvälns gård. På flera ställen i området finns beteshagar, såsom vid Hummelmora hage och vid Henrikstorp. I Görvälns naturreservat finns också ett odlingslandskap som är format av jordbruk, skogsbruk och av boskapens betande. Reservatets ändamål är också att skydda och vårda områdets vetenskapliga och kulturhistoriska värden.

## Sprickdalslandskap, bergspartier och ädellövskogar
Görvälnområdet präglas av närheten till Mälaren med en närmare 8 km lång strandlinje. Landskapet är ett typiskt sprickdalslandskap med omväxlande bergspartier och låglänta dalgångar. Sprickdalen är en kort och smal dalgång som uppstått i en spricka i berggrunden. Stora delar av landskapet är präglat av att människan har brukat jorden.
Från Gåseborg, Gåsberget och Hummelmoraberget vid Mälaren har man en vidsträckt utsikt och man ser både barrskogar och lövskogar. Högst upp på bergsryggarna täcker barrskogar bergspartierna med hällmarkstallskog. På bergsryggarna är miljön karg och fattig och där består växtligheten mest av lavar och ljung. Längre ner på sluttningarna tar barrskogar och blandskogar vid. Där är vegetationen rikare med bland annat blåbär och olika örter. Lövskogen är vanligare längs Mälarens stränder. Fina ädellövskogar finns vid Gåseborg och vid Dikartorp. Där växer bland annat lind och ek. En rik och frodig flora finner man ofta i ädellövskogen.

## Beteshagar och växtlighet

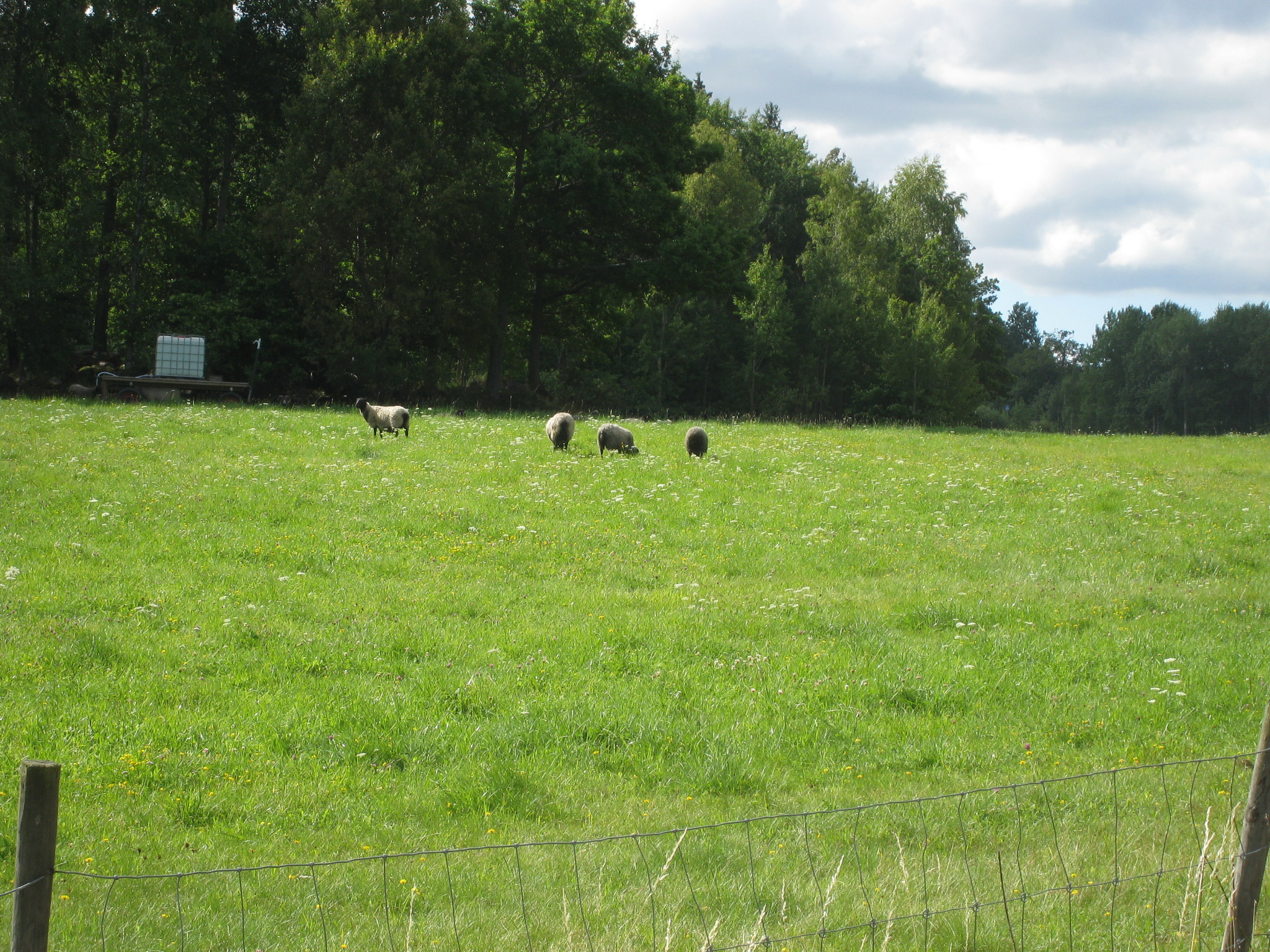
Beteshage mitt emot Henrikstorp.

Vid Hummelmora äng hävdas ekhagen genom bete och där finns rester av ett ålderdomligt odlingslandskap. Betesmarkerna är en del av kulturlandskapet vid Hummelmora och ingår i det rika odlingslandskapet. Vid Hummelmora äng och speciellt i hagen vid Henrikstorp finns beteshagar med särskilt betesgynnade växter.

## Skogsområden
I reservatet har skogen en relativt hög medelålder. Barrskogen består av 283,5 hektar, hällmarker och hällmarkstallskog av 59,7 hektar. Inslaget av lövträd och lövskog är stort. I området finns botaniskt intressanta ädellövpartier. Triviallövskogen, som främst består av al, asp, björk och hassel, består av 27,9 hektar och ädellövskog inklusive ädellövhagmark av 59,7 hektar mark. Några exempel på ädellövträd är skogsek, ask, skogsalm, avenbok, lönn, skogslönn, lind, bok och fågelbär och sötkörsbär. Några andra naturtyper inom området är myrmarker inklusive betad strandäng, som består av 2,3 hektar, åkermark, träda och betesvall består av 109,5 hektar, övrigt 25,8 och vatten består av 380 hektar. Totalt består de olika naturtyperna av 1 062,1 hektar mark. Enligt skötselplanen från Järfälla kommun från 29 maj 2013 består Görvälns naturreservat av ca 1 066 hektar, varav 686 hektar landarea.

## Djurlivet
I Görvälnområdet är djurlivet rikt. Hare och rådjur är vanliga och fåglar som nötkråka, härmsångare, rosenfink och kattuggla häckar i området. I lövskogen och barrskogen är större hackspetten vår vanligaste hackspett. Större hackspetten hackar ut sitt bo i ett grovt och helst innanmurket träd. I de stora öppna markerna ses ofta ormvråken kretsar på jakt efter sorkar. I det gamla kulturlandskapet i Görvälnsparken finns grönfinken och vid Griftegårdskärret häckar gulärlan. Vid Henrikstorpsområdet trivs grå flugsnappare i gläntor och gles skog.
I Görvälnsområdet finns vildsvin främst väster om järnvägen. Under den kalla vintern 2009-2010 tror man att de första vildsvinen kom över Mälarens is till området norr om Görväln. Längs med Mälaren mellan Hässelbyområdet och Upplands-Bro förekommer vildsvinsvandringar. I Järfälla är vildsvinsstammen på cirka 30 djur och för att hålla stammen nere bedriver kommunen kontinuerligt jakt. Man har haft cirka 150-200 jaktdagar sedan juli 2013. Detta är viltförvaltning, inte skyddsjakt. Vildsvinen är en inhemsk art i Sverige och det finns ett riksdagsbeslut om detta från 1987.

## Områdesbeskrivningar

### Kallhällsområdet
I norra delen inom Kallhälls område av naturreservatet ligger Kallhällsbadet och gårdarna Källtorp, Slammertorp, Lädersättra och Dikartorp samt naturområdena Hälleboda, Grävlingsberget, Ekberget, Sågängen, Smedhagen med Smedhagsudd, Simonsberget och Ormberget. Görvälns skola, som ligger precis på gränsen till reservatet, samt Görvälns griftegård och Görvälns återvinningscentral, ingår inte i det egentliga naturreservatet.

### Görvälns slottsparksområde
Görvälns slott har anor från 1600-talet och används idag som hotell och restaurang och ligger med utsikt över Görväln. Vid Görvälns gård finns huvudbyggnaden, norra och södra flyglarna, norra och södra paviljongerna, Solbacka och Solbacka annex, Trädgårdsmästarbostaden, Gula villan, Gröna paviljongen och i före detta hönshuset finns en raststuga. Görvälns slott omges av en slottspark, som också ingår i naturreservatet.
Strax sydväst om slottet ligger Löjtnantsklippan och Brukets skidbacke (eller Bruketbacken), som används som slalombacke. Det är en skidbacke med skidliftanläggning, som är synlig på långt håll i landskapet inom Görvälns naturreservat. Berget som skidbacken ligger på heter Kvarnberget. I slutet av 1600-talet fanns där en gammal väderkvarn. Kvarnen stod öde år 1701, men den försvann sedan. Grunden efter kvarnen är fortfarande synlig, men namnet Kvarnberget har levat kvar. Intill Brukets skidbacke ligger den röda träbyggnaden Bruket, som var den tidigare arbetarbostaden för tegelbruksdrängarna vid Görvälns tegelbruk, som låg här mellan 1752 och 1852 och som tillhörde Görvälns gård. Bruket används som fritids- och serveringslokaler.

### Henrikstorp, Marhagen, Baset och Sandudden

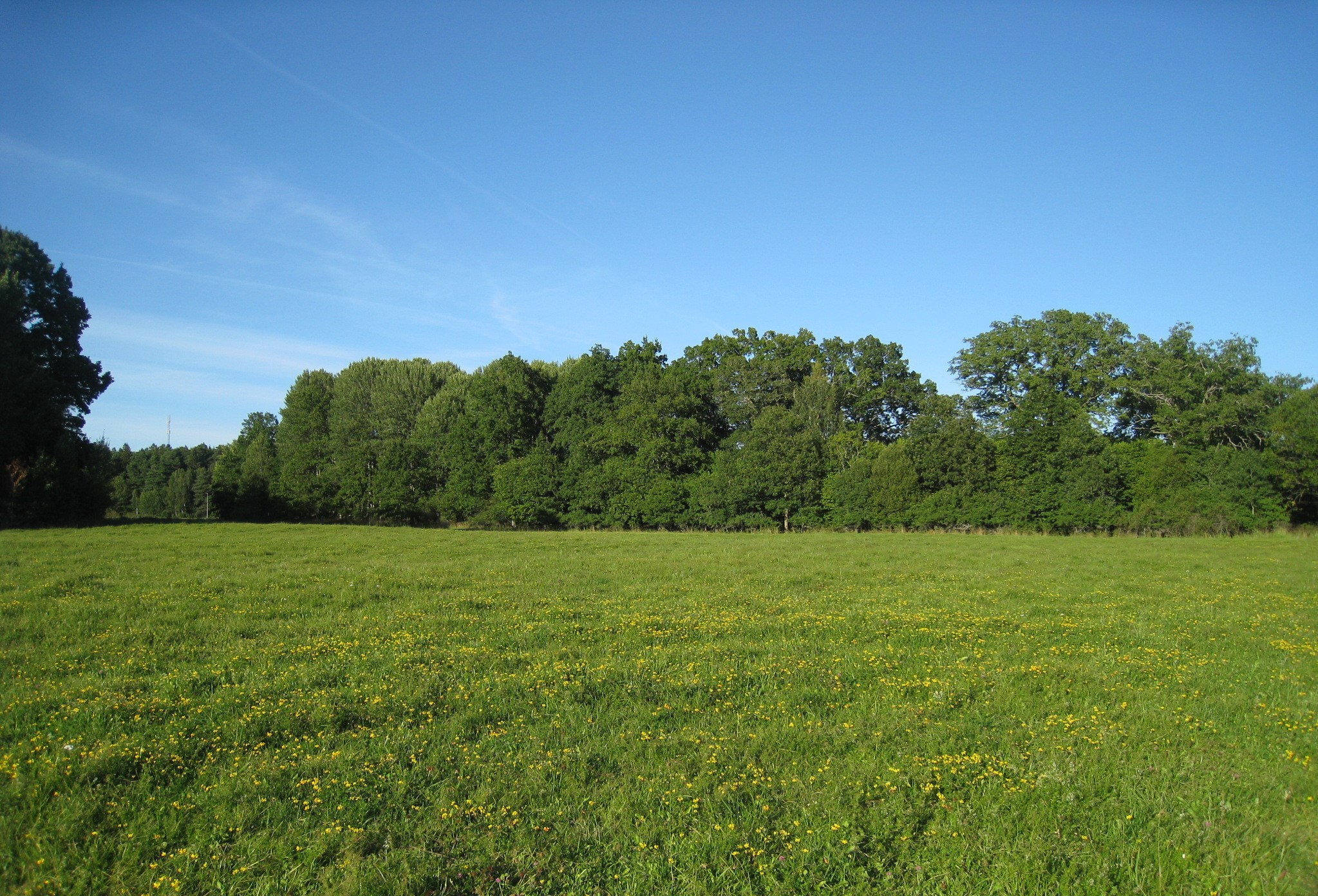
Den 200 meter långsträckta kullen i åkern är den skogbeväxta läsidesmoränen vid Högby.

De enda större bilvägarna, som leder genom naturreservatet är Mälarvägen, Görvälnsvägen, Vattenverksvägen. Görvälnsvägen startar litet norr om Görvälns skola och går i en slinga förbi Görvälns gård fram till Mälarvägen, som går fram till parkeringen vid Görvälnsbadet. Norr om Mälarvägen i korsningen vid Görvälnsvägen ligger Henrikstorp, som egentligen inte ingår i reservatet. På ängen vid Henrikstorp växer ett antal hävdgynnade växter, däribland jungfrulin och darrgräs. Söder om Mälarvägen ligger Marhagen, som även det är exkluderat från reservatet. Där Görvälnvägen börjar söder om Mälarvägen ligger tre långsmala De Geer-moräner. Moränryggarna omges av vallodling och området betas av får. Öster om ryggarna, på en långsträckt kulle i åkern vid Högby vid nedre delen av Råstensvägen ligger en välutbildad läsidesmorän som är 200 meter lång. Den långsträckta kullen i vinkeln mellan Mälarvägen och Råstensvägen är vad geovetenskapen kallar läsidesmorän. Moränen samlades och pressades bakom bergskärnan när inlandsisen sakta rörde sig söderut i kullens norra del. Bakom kärnan bildades ett hålrum där sten och jord som isen fört med sig lossnade och blev liggande som i en halv strut bakom berget. Ändmoränen ligger vinkelrätt mot isens rörelseriktning och leran har pålagrats senare. Läsidesmoränen ligger alldeles vid naturreservatets gräns.
Söder om Görvälnsbadet ligger församlingsgården Baset, eller Basbacken, som 1996 köptes av Järfälla kommun. Baset tillhör Aspnäskyrkan, som är Järfälla pingstförsamling. Sydöst om Baset ligger Basetkärret, som en gång var ett av de finaste rikkärren i Stockholmsområdet. Idag återstår fortfarande en liten del av kärret, där en del typiska kärrväxter finns kvar. Söder om Baset ligger torpet Sandudden på Vattenverksvägen vid Sanduddens båthamn. Vattenverksvägen leder ut till Görvälns vattenverk. Sandudden uthyrs till konstgård med café sedan 1984.

### Hummelmoraberget och Hummelmora hage

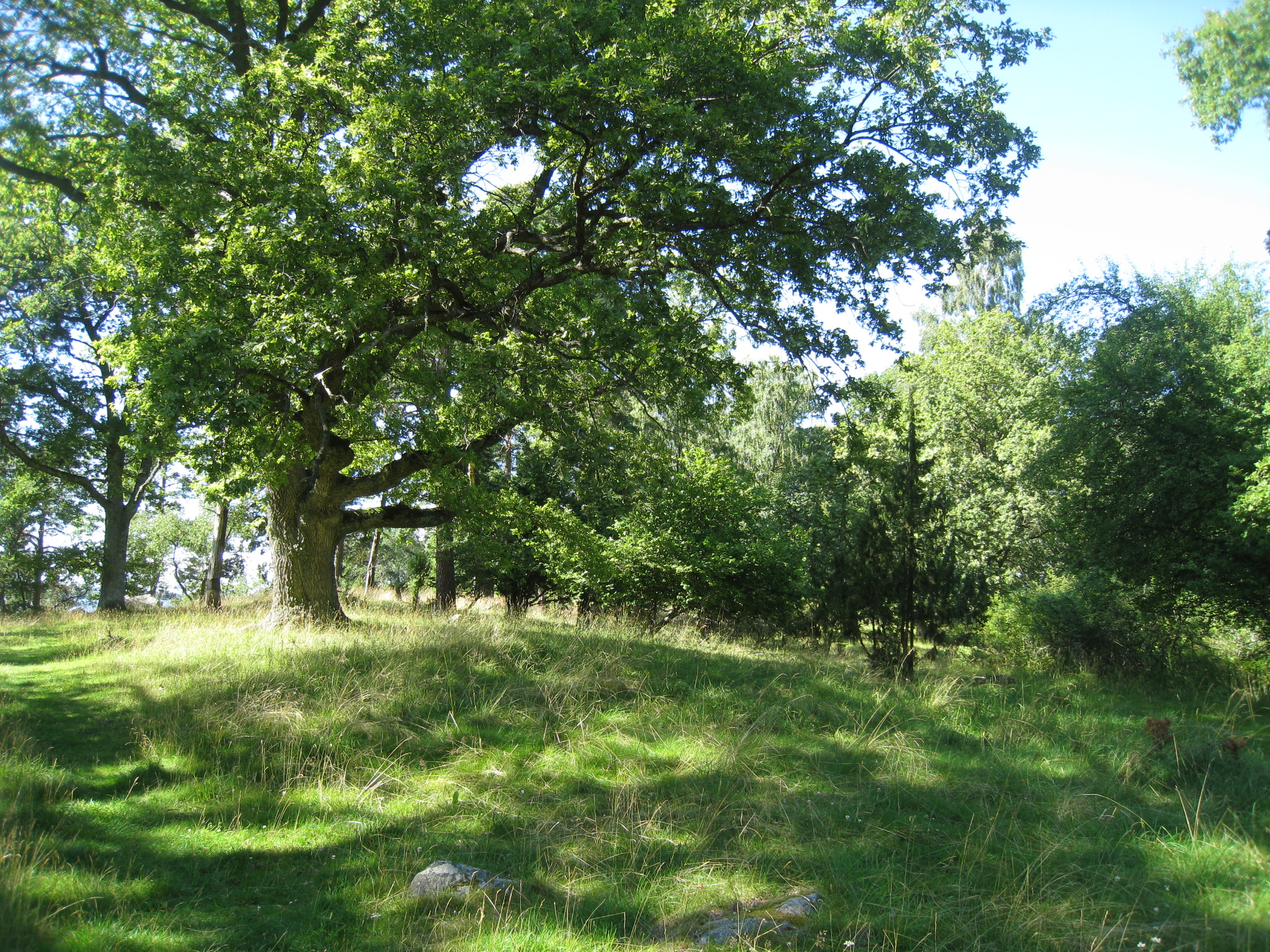
Hummelmora hage.

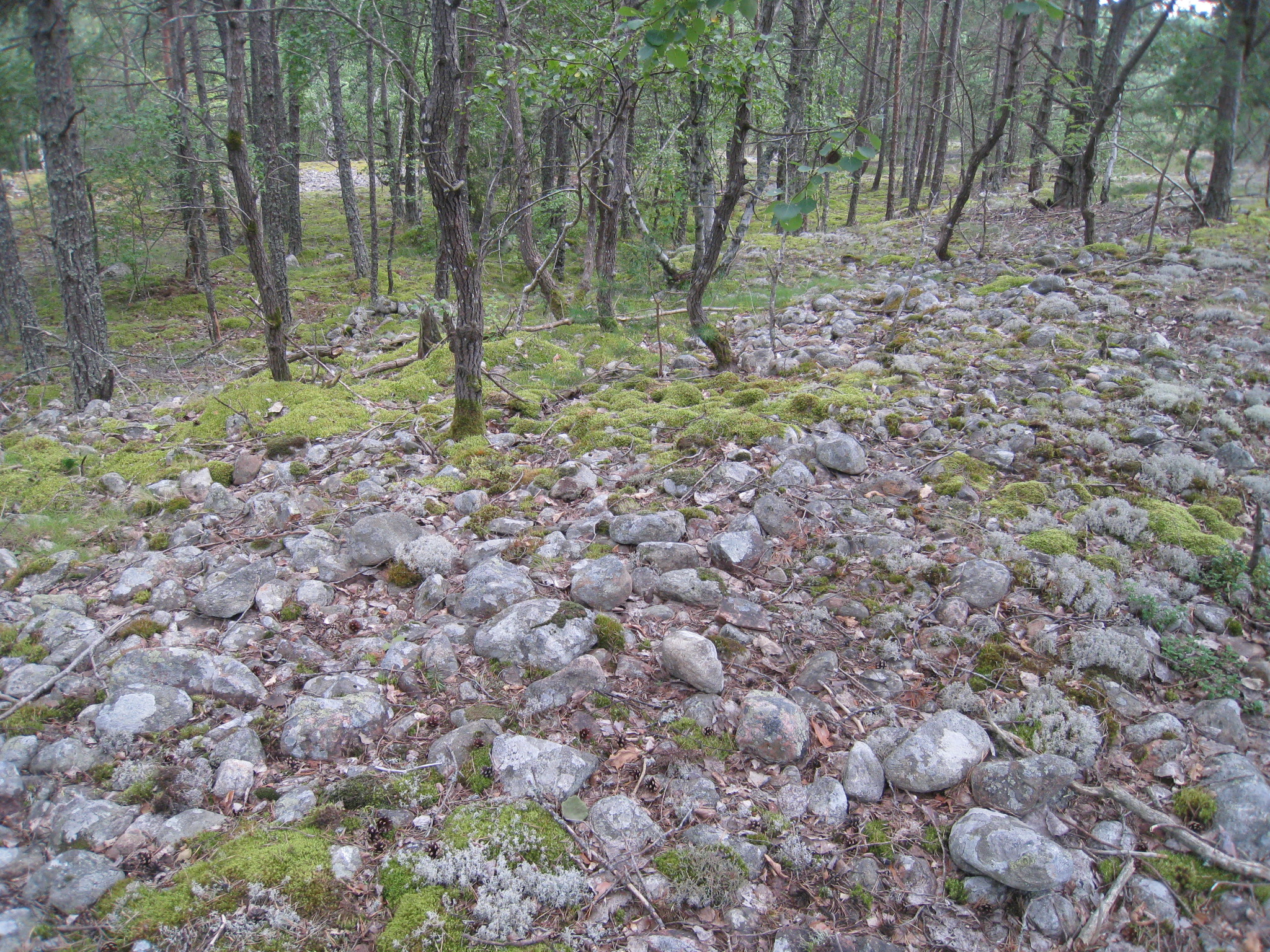
Hummelmorabergets klapperstensfält.

Söder om Sandudden ligger Hummelmoraberget och Hummelmora hage eller Hummelmora ängar. Hummelmorabergets högsta topp är 67,37 m och den förnämsta sevärdheten är klapperstensvallarna som ligger strax söder om bergets topp. Hummelmoraberget har norra stockholmstraktens största stentorg med tydliga klapperstensvallar. Varje klapperstensvall anses vara resultatet av häftiga stormar vid den tid då Hummelmoraberget steg ur havet. Hummelmorabergets klapperstensfält ligger i skogen där Vattenverksvägen tar av från Hummelmoravägen i Viksjö. Beteshagarna vid Hummelmora ängar är ett sedan länge brukat område med intressanta växter, och flera riktigt gamla stora ekar, som är flera hundra år gamla.

### Sandviks gård, Gåseborg och Gåsberget

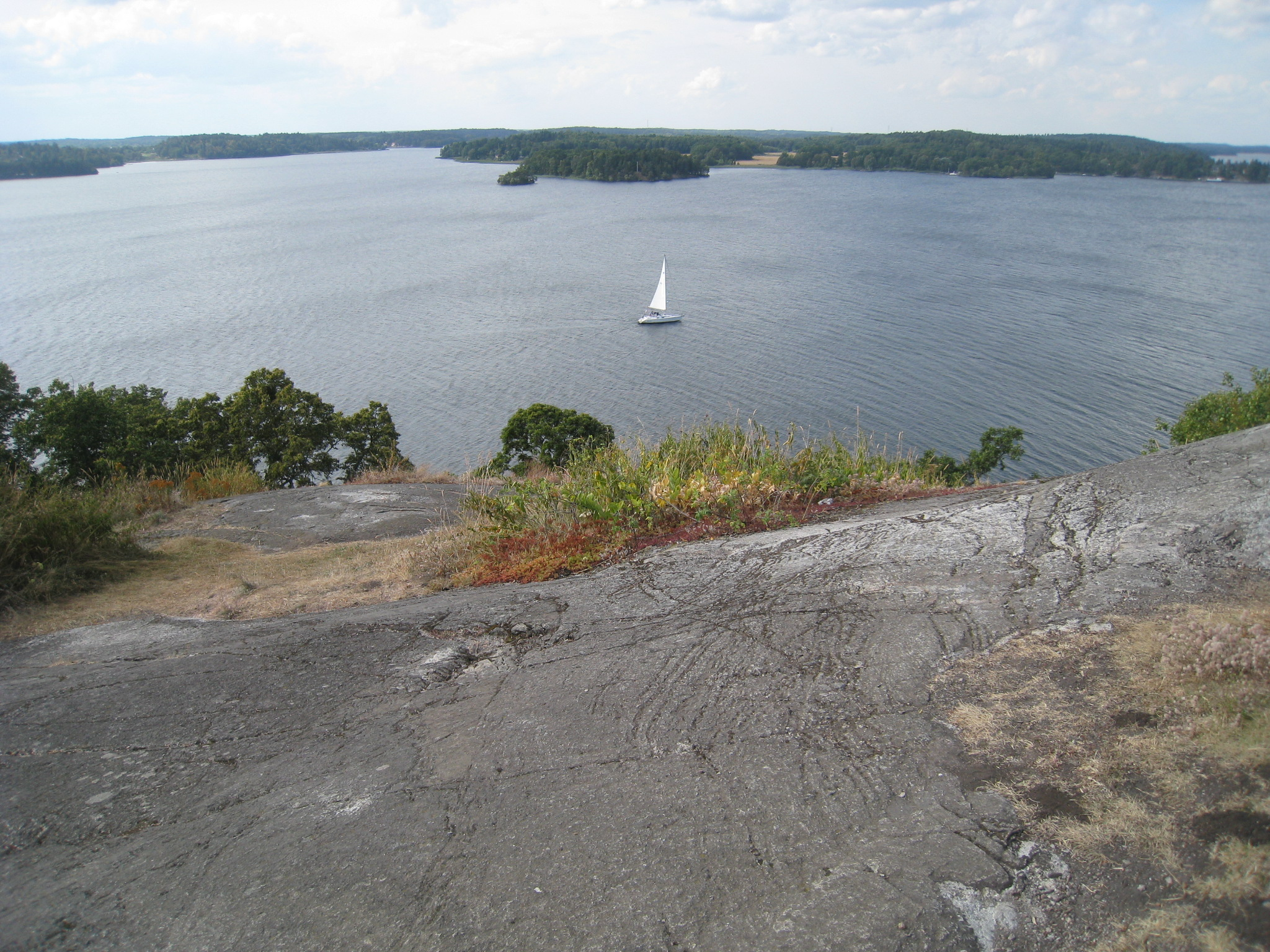
Utsikt över Mälaren från Gåsberget.

Vidare söderut ligger Sandvik. Den ägdes i slutet av 1800-talet av friherre Louis De Geer (1854-1935), Sveriges förste statsminister under ett tiotal år. År 1976 överläts gården och strandremsan till Järfälla kommun, som idag hyr ut husen till föreningar samt en hyresgäst i huvudbyggnadens övervåning. Söder om Sandviks gård ligger fornborgen Gåseborg med Gåsberget. Från Vattenverksvägen och Hummelmora kan man ta sig till Gåsberget med cykel eller till fots och från Lövsta finns det promenadstigar söderifrån. Gåsberget har förutom ett vackert läge vid Mälaren också geologiska och botaniska värden.
Gåsberget mäter 55 meter över havet och är därmed kommunens näst högsta berg efter Hummelmoraberget. Berget skjuter upp vid Mälarens strand och från toppen har man en fantastisk utsikt över Mälaren och det omgivande landskapet. Vid foten av berget finns det en kraftig storblockig raskant och berget stupar  brant mot strandkanten. Gåsberget sträcker sig från Sandvik i norr till kommungränsen i söder men det är sträckan mellan Gåseborg och gränsen som är riktigt intressant. Det är kanske ändå jättegrytorna på bergets sydsida mot Mälaren som är intressantast. Jättegrytorna är två halvmeterbreda hål utbildade i urberget. De anses ha uppkommit när smältvattnet efter inlandsisen forsade fram mellan is och berg. Vattenströmmen fick tag på en sten som började skava mot kanterna i en spricka eller en fördjupning. En virvel bildades så småningom i det allt rundare hålet och de så kallade löparstenarna for runt och vidgade och fördjupade hålet ytterligare.
Omgivningarna runt berget består av blandskog med en hel del inslag av lövträd, främst ek. Närmast berget har området lundskogskaraktär, men öppna gräsytor förekommer också. På Gåsbergets nordsida ligger de välbevarade resterna av Gåseborg, en gammal fornborg från vikingatiden. Lundskogen växer på brunjord vars översta markskikt består av mull. Trädskiktet domineras i allmänhet av lövträd, men kan också bestå av barrträd, oftast gran.
Gåseborg är en 1500 år gammal fornborg. Borgen ligger ca 450 meter sydsydväst om Sandviks huvudbyggnad på Gåsbergets högst belägna punkt, 60-70 m över havet. Gåseborg fornborg antas vara från omkring 500 e.Kr. Arkeologiska undersökningar har visat att här fanns en bronsgjutarverkstad redan 500 e.kr. Den är 200 x 150 meter stor och belägen på en bergshöjd som stupar brant ner till Görväln, en vik av Mälaren.

### Törndal, Henriksdal och Nyaland

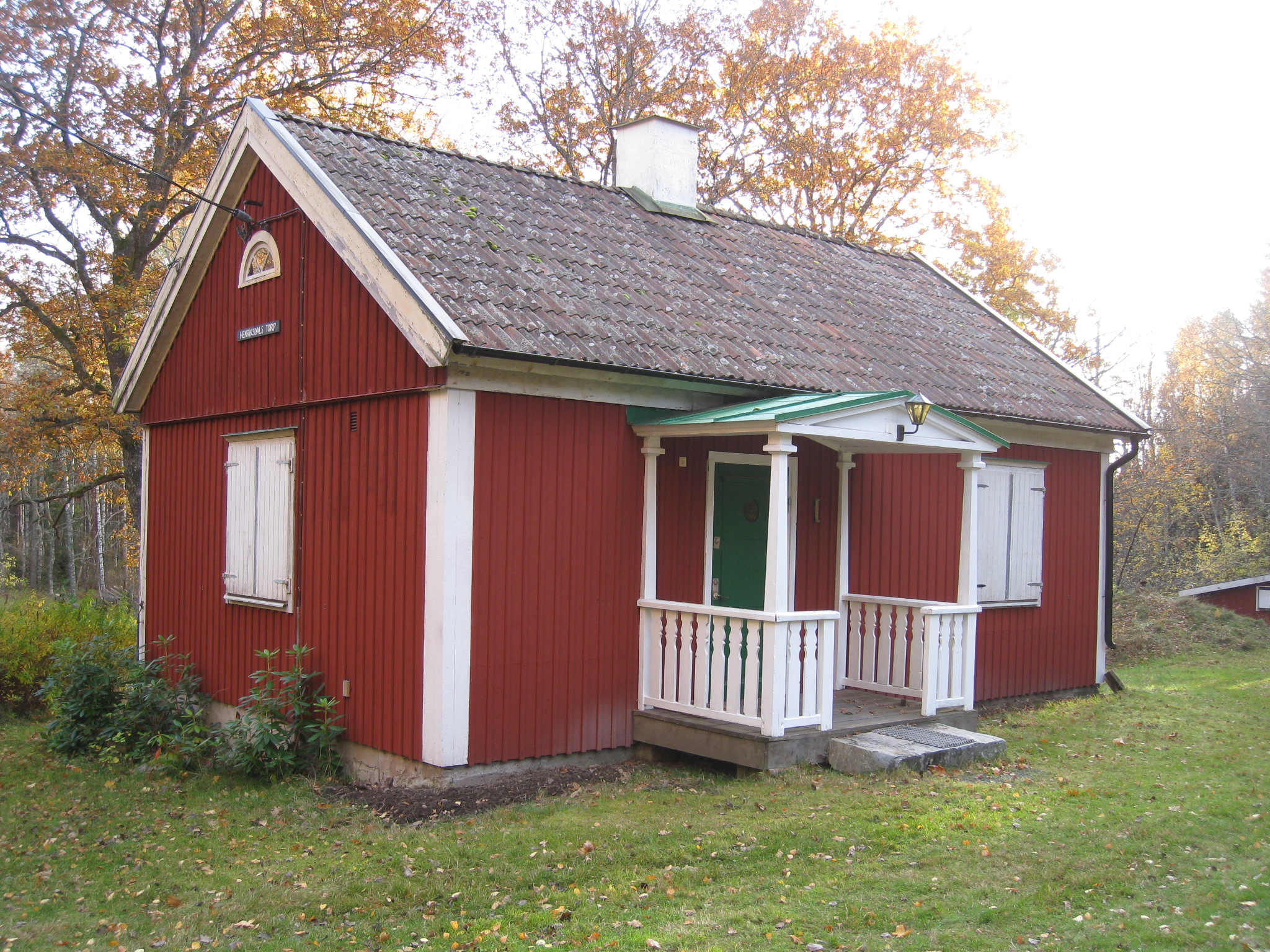
Nuvarande bostadshuset vid Henriksdals torpplats.

De ovannämnda jättegrytorna låg på södra delen av Gåsberget och där låg i början på 1800-talet Törndals skär på udden vid Mälaren. Det var ett skogvakatarboställe, som hette Törndal. De två jättegrytorna vid udden vid Törndal är utbildade i urberget. Jättegrytor uppkom genom att smältvatten efter inlandsisen forsade fram.
På södra delen av Gåsberget låg Henriksdals torpplats. Den ursprungliga torpstugan finns inte kvar. Söder om dessa torpplatser finns två scoutstugor inom reservatet. Naturreservatet går sedan i ett stråk litet åt öster och där ligger torpet Nyaland. På platsen för torpet Nyaland fanns tidigare två torp som hette Östra och Västra Flottviksskog. Det äldsta skriftliga belägget är från 1800. Från 1810 fanns bara ett torp här som då kallades Nyaland. Torpet var ett dagsverkstorp under Lövsta. Torpet tillhörde Riddersvik och är från början av 1800-talet. I dag finns här en välbevarad timrad enkelstuga och en större ekonomibyggnad. Där har lantarbetare bott och det disponeras nu av Vällingby brukshundsklubb.
Cirka 450 m sydväst om Nyaland finns ett bronsåldersröse, ett gravröse, på ett berg en bit längre bort. Gravrösen från bronsåldern ligger gärna ensamt på bergshöjder, denna ligger cirka 40 meter över havet, och de användes som begravningsplatser. Röset är en av Järfällas äldsta fasta fornlämningar. Det ligger där Järfällas äldsta väg gör en sväng. Vägen är Häradsvägen (Sollentuna häradsväg), som gick från Sollentuna kyrka mot Hägerstalunds gård och Barkarby torg och via Fjällen till Lövsta i Hässelby. Man tror att röset är från bronsåldern (1500-500 f.Kr.). På bronsåldern gick Mälarens vattenlinje en bit på andra sidan den nuvarande vägen. På mitten är röset deformerat.

## Kyrkhamns naturreservat
Kyrkhamns naturreservat är ett planerat naturreservat som i norr skulle ansluta till Görvälns naturreservat i området utmed Mälarens strand mellan Kyrkhamn och Riddersvik. Området är 107 hektar stort, varav 29 hektar vatten. Det är Stockholms kommuns tystaste område. Tillsammans med Görvälns naturreservat skulle då Kyrkhamns naturreservat ingå i ett sammanhängande rekreationsområde. Stockholms stads exploateringsnämnd fick 2012 i uppdrag av kommunfullmäktige att i samarbete med andra berörda nämnden ta fram ett konkret förslag. Nämnderna tog 30 april 2014 beslut om att skicka sitt gemensamma förslag på remiss.

## Bilder från reservatet

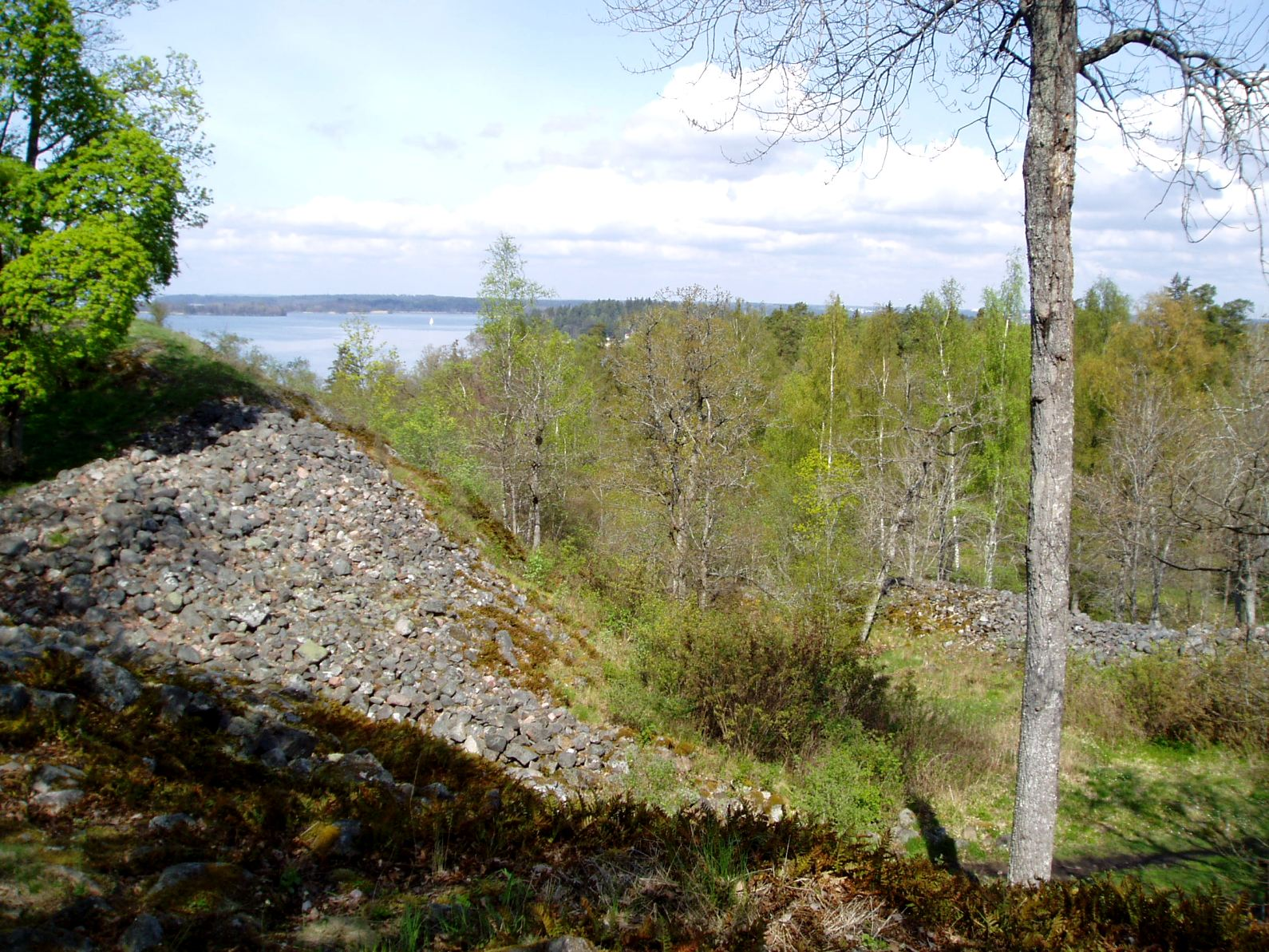
Gåseborg fornborg
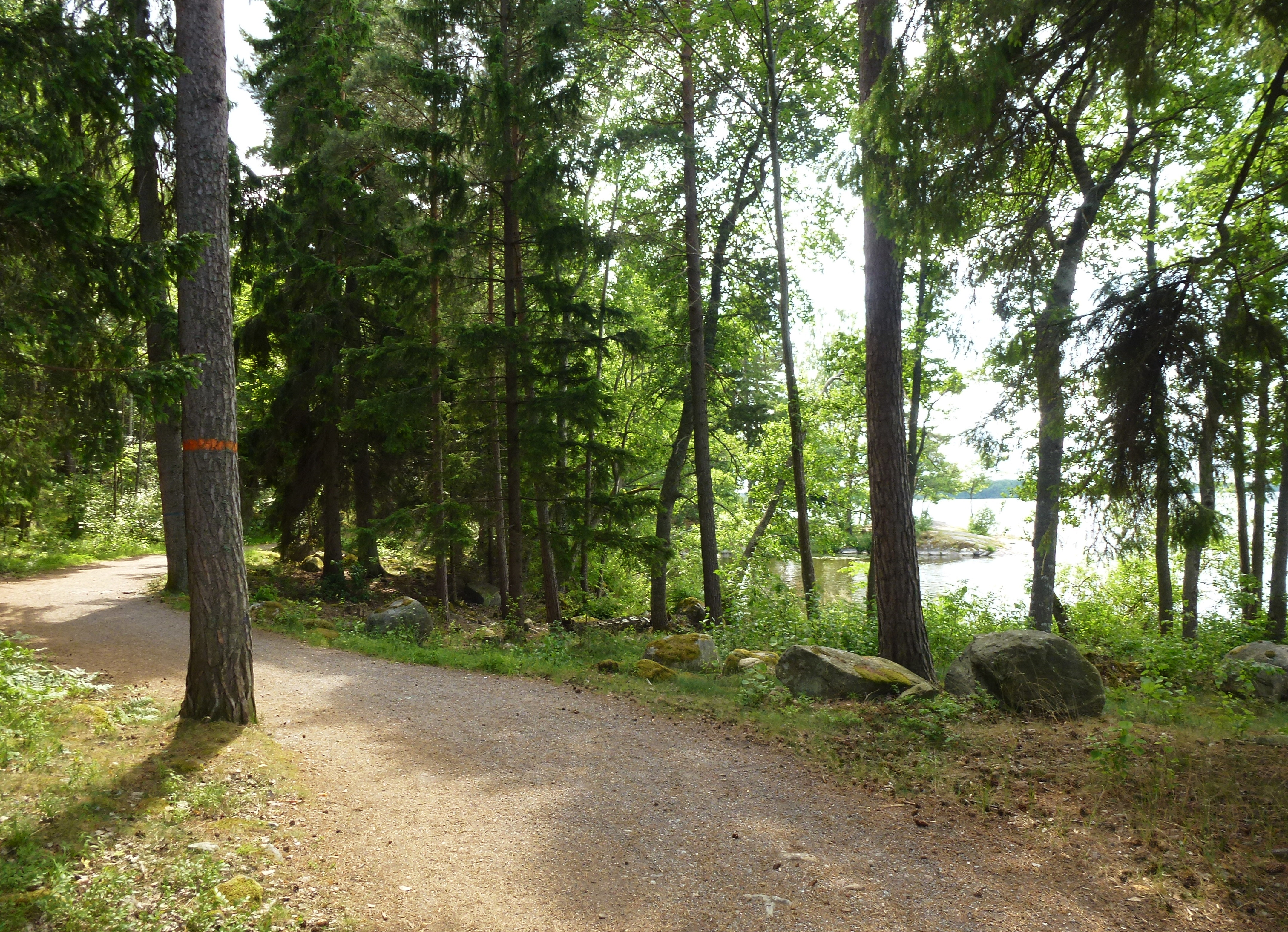
Promenadväg längs Mälaren
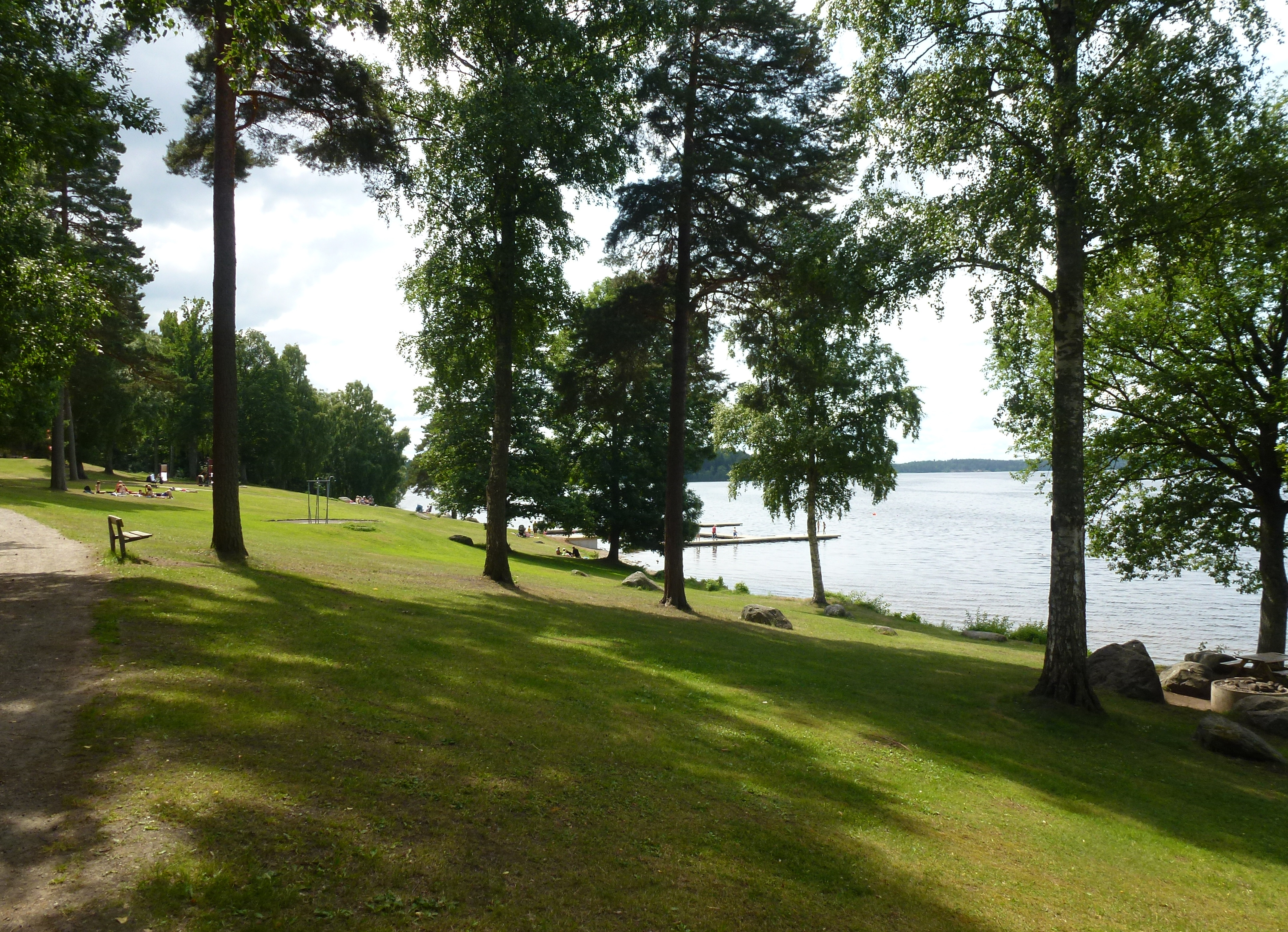
Görvälnsbadet
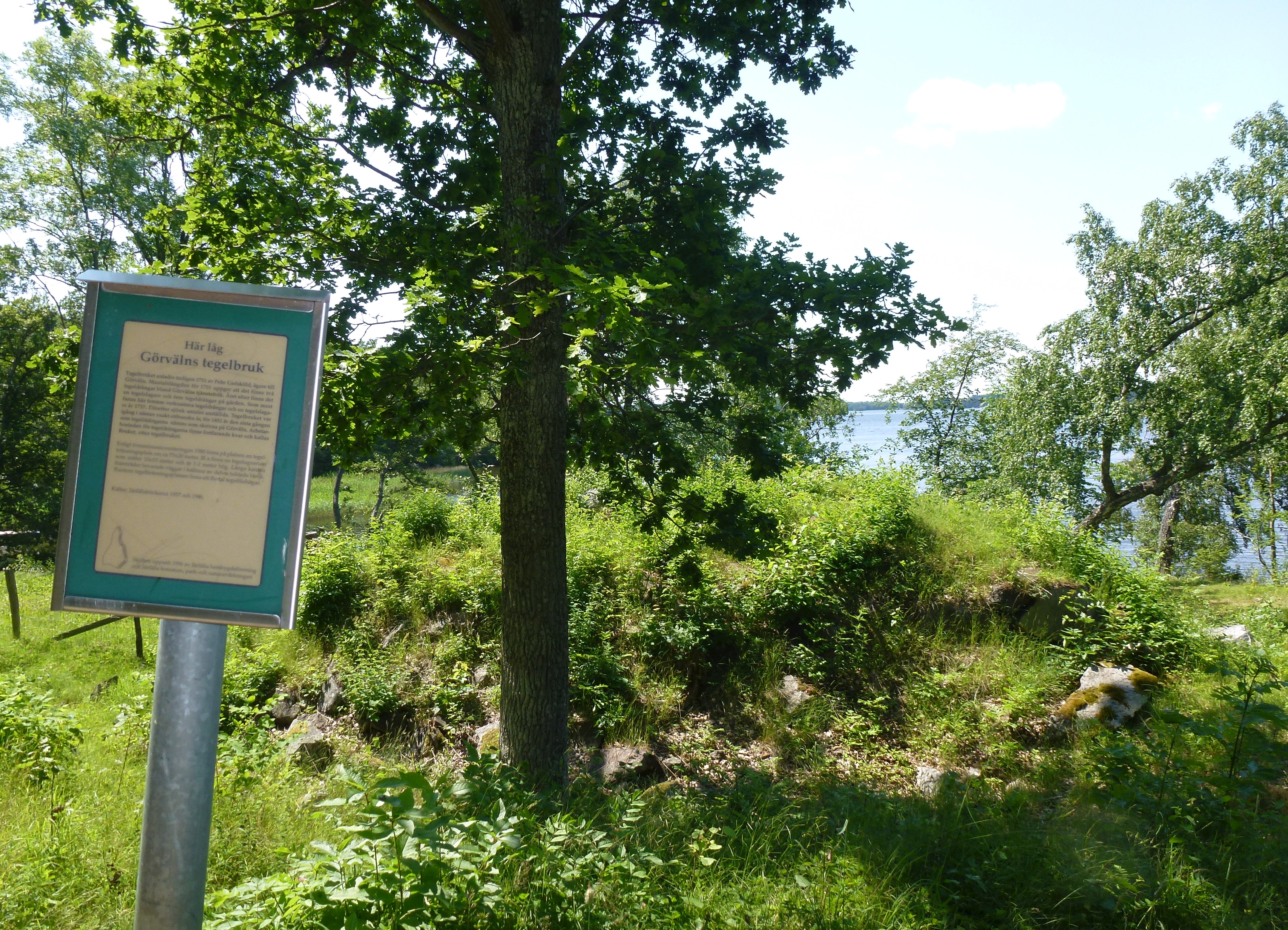
Görvälns tegelbruk
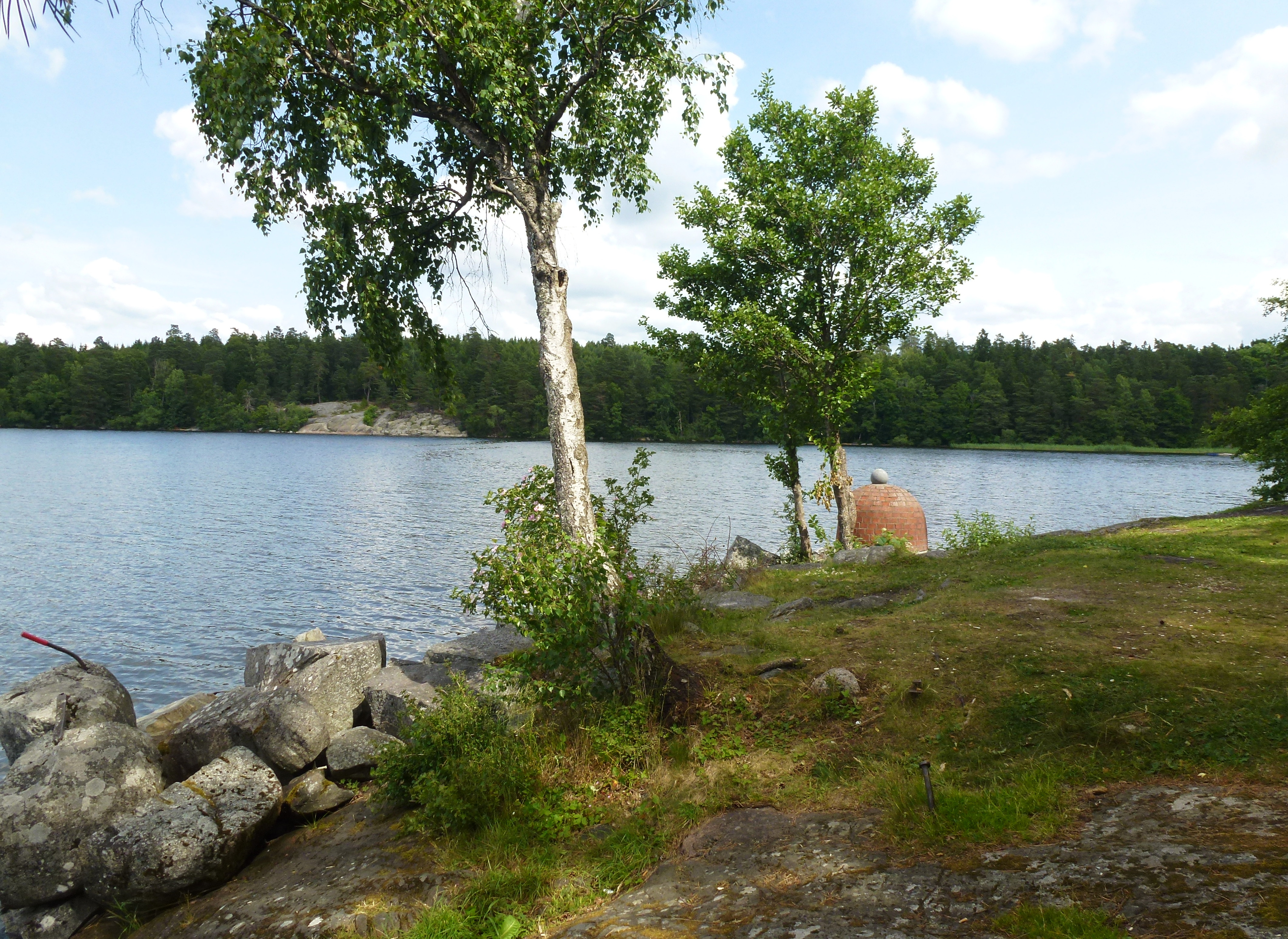
Löjtnantsklippan
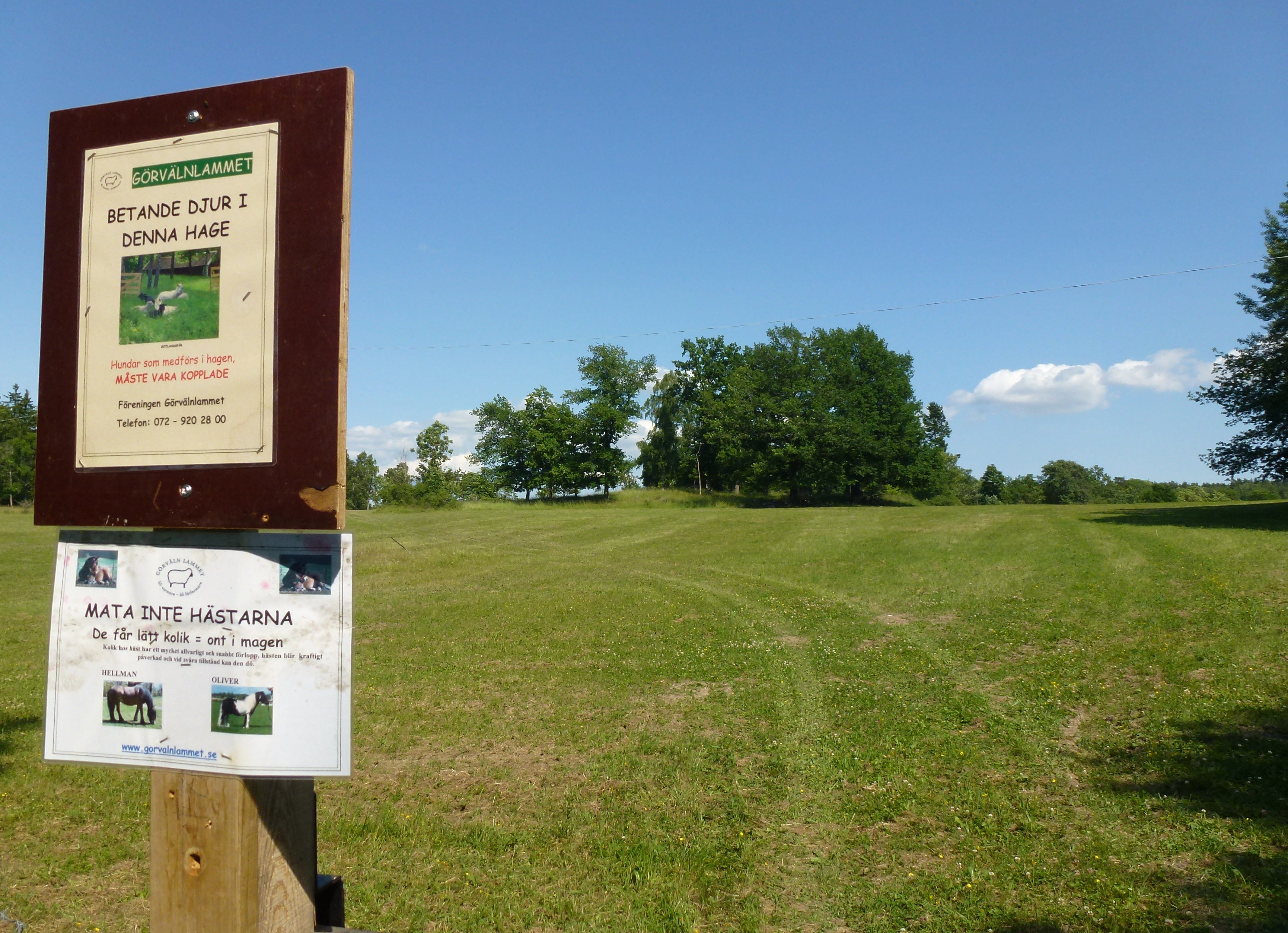
Kulturlandskapet vid ”Bruket”
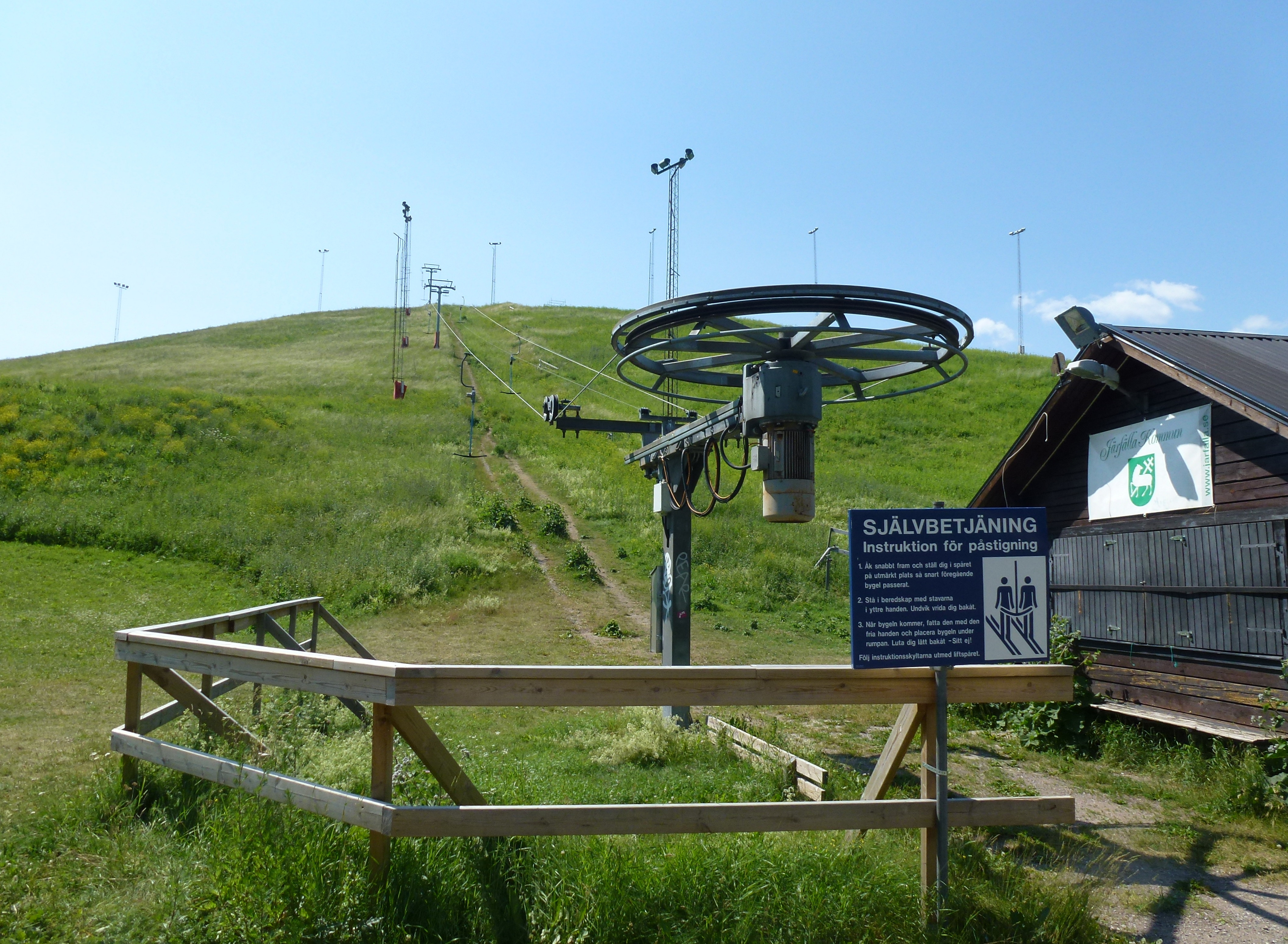
Brukets slalombacke på sommaren
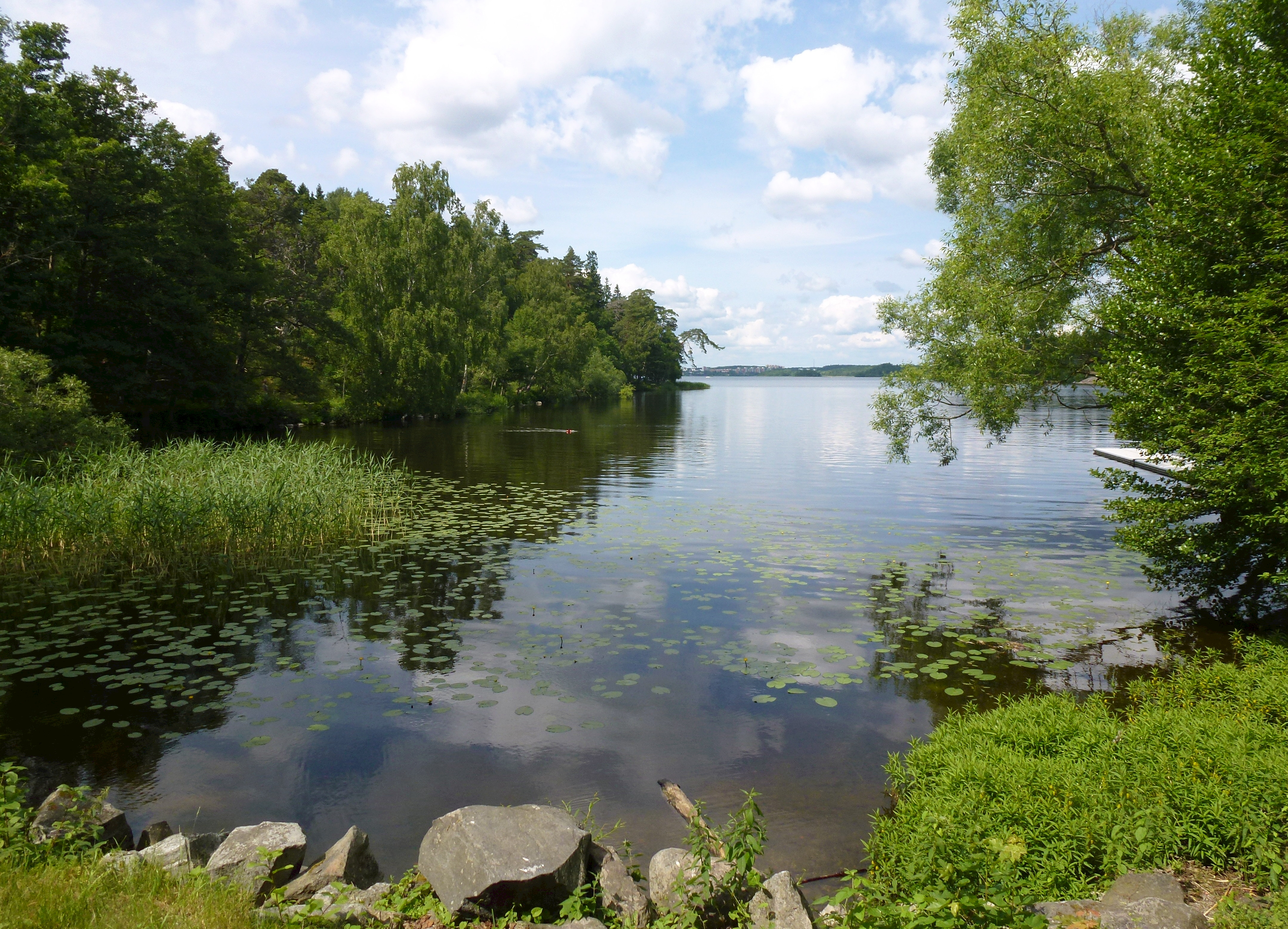
Viken vid Görvälns slott